# Ростокинский дворник
Росто́кинский дво́рник — одна из достопримечательностей Москвы, установленная в 2006 году на Малахитовой улице в Ростокинском районе.

## История
Во время проведения Летних Олимпийских игр 1980 года в сквере неподалёку от пересечения Малахитовой улицы и улицы Бажова располагалась деревянная детская площадка: чудо-избушка, резные ворота, дощатая ладья и довольно большой дракон с перепончатыми крыльями, высокая горка или избушка «на курьих ножках». Именно на этой площадке в 1981 году проходили съёмки одной из киноисторий 27 выпуска юмористического журнала «Ералаш». Вскоре деревянный дворик стал жертвой вандализма, поэтому долго он не простоял.
В 2006 году глава аппарата управы Ростокинского района Пётр Поволоцкий высказал идею о создании монумента, посвящённого дворнику. Торжественное открытие творения членов Московского Союза художников Андрея Асерьянца и Владимира Лепешова под названием «Ростокинский дворник» состоялось в день города на возвышенности в сквере у Ростокинского акведука. Там скульптурная композиция установлена временно, о желательном месте его постоянного размещения могут высказаться все жители. Памятник стал довольно популярен в столице, а Москва вошла в число городов, где установлены монументы в честь дворника.

## Описание
Трёхметровый памятник «Ростокинский дворник» полностью выполнен из железа: сам дворник и вся его одежда, в том числе фартук и крепко зажатая в руках метла — неотъемлемые составляющие представителя этой профессии — выполнены из заржавевшего железа, а глаза, растрёпанные кудри и усы — из разнообразных гаек и болтов. Постамент, на котором установлена композиция, выполнен из железного листа, завершающегося Кремлёвской стеной, символизирующей, по мнению авторов, важность работы дворников. Табличка, установленная возле памятника, гласит, что монумент выполнен в стиле современного авангарда и посвящён самой почитаемой в народе профессии.

## Прототип
По мнению руководителя управы Ростокинского района Владимира Королёва, «в основе памятника — собирательный образ человека, результаты трудов которого видны каждый день». Авторы композиции назвали реального прототипа памятника — Виктора Коллегина, более 20 лет обслуживающего участок на улице Вильгельма Пика, неподалёку от их мастерской. Как оказалось, дворник, по-свойски именуемый дядей Витей, стал прототипом вопреки своему желанию, но впоследствии помогал скульпторам в сборе материалов. Он избегает встречи с журналистами и не даёт интервью.
Так объяснил свой выбор один из авторов монумента Владимир Лепешов:
Это удивительно ответственный дворник, всегда готовый помочь. В нынешней реальности он иногда выглядит немножко не от мира сего, но всегда делает свою работу по-настоящему, с любовью.